# خوسيه أغيلار
خوسيه أغيلار (بالإسبانية: José Cardús Aguilar)‏ (19 أكتوبر 1917 برشلونة إسبانيا - 29 ديسمبر 2006 برشلونة إسبانيا) هو لاعب كرة قدم إسباني سابق كان يلعب كمدافع.

## وصلات خارجية
- خوسيه أغيلار على موقع عالم كرة القدم.نت (الإنجليزية)